# آرتور داوتیان (دولتمرد)
آرتور رازمیکی داوتیان (ارمنی: Արթուր Ռազմիկի Դավթյան؛ زادهٔ ۸ ژوئن ۱۹۷۵) یک وکیل، سیاستمدار اهل ارمنستان است که از تاریخ ۲۰۱۹ تا تاریخ کنون سمت نمایندگی دوره‌های هفتم و هشتم مجلس ملی جمهوری ارمنستان را برعهده داشت. وی رئیس داوری تجاری نیز می‌باشد.

## زندگی‌نامه
وی در ۸ ژوئن ۱۹۷۵ در ایروان به دنیا آمد و از دانشگاه وارطانانتس  فارغ‌التحصیل شد. 

## یادداشت
1. ↑  դասախոս
2. ↑  առևտրային արբիտրաժի նախագահ
3. ↑  Վարդանանց» համալսարան